# 乔瓦尼·斯甘巴蒂
乔瓦尼·斯甘巴蒂（義大利語：Giovanni Sgambati；1841年5月28日—1914年12月14日），意大利作曲家，钢琴家，指挥家。他是意英混血儿，早年曾学习声乐和钢琴，在罗马结识了李斯特，受到其赞赏和支持，并受其影响开始对德奥音乐产生兴趣。后来他在罗马创办了管弦乐和室内乐定期音乐会，并以指挥家身份巡回演出，获得了很高的声誉。
斯甘巴蒂创作了大量李斯特式的钢琴小品以及一些交响曲，协奏曲等器乐作品，他有很高的旋律天赋，但在结构掌握方面稍逊。斯甘巴蒂的音乐活动对20世纪意大利音乐的复兴起了较大的影响。

## 外部連結
- 互联网档案馆中乔瓦尼·斯甘巴蒂的作品或与之相关的作品
- 乔瓦尼·斯甘巴蒂的免费乐谱，由国际乐谱典藏计划提供